# Cimetière de Fluntern
Le cimetière de Fluntern est un cimetière de Suisse.

## Géographie
Le cimetière se trouve dans la ville de Zurich, sur la colline du Züriberg, à proximité du zoo.

## Personnalités enterrées
- Elias Canetti (1905-1994), écrivain
- Louis Conne (1905-2004), sculpteur
- Therese Giehse (1898-1975), actrice
- Fritz Hug (1921-1989), peintre
- James Joyce (1882-1941), écrivain, et Nora Joyce (1884-1951), son épouse
- Anna Keel (1940-2010), peintre
- Mary Lavater-Sloman (1891-1980), romancière
- Karl Moser (1860-1936), architecte
- Lavoslav (Leopold) Ružička (1887-1976), prix Nobel de chimie.
- Philipp Schwartz (1894-1977), neuropathologiste.